# Hrubov
Hrubov es un municipio del distrito de Humenné en la región de Prešov, Eslovaquia, con una población estimada a final del año 2024 de 464 habitantes.
Se encuentra ubicado al sureste de la región, cerca de los ríos Cirocha y Laborec (cuenca hidrográfica del río Tisza) y de la frontera con la región de Košice.

## Demografía
| Año        | 1994 | 2004    | 2014    | 2024    |
| ---------- | ---- | ------- | ------- | ------- |
| Población  | 568  | 534     | 492     | 464     |
| Diferencia |      | −5,98 % | −7,86 % | −5,69 % |

| Año        | 2023 | 2024    |
| ---------- | ---- | ------- |
| Población  | 467  | 464     |
| Diferencia |      | −0,64 % |